# József Angster
Dans les noms hongrois, le nom de famille précède le prénom, mais cet article utilise l’ordre habituel en français, où le prénom précède le nom.
Pour les articles homonymes, voir Angster.
József Angster, né le 7 juillet 1834 à Kácsfalu (aujourd'hui Jagodnjak en Croatie) et mort le 9 juin 1918 à Pécs, est un facteur d'orgues hongrois, fondateur de la dynastie des Angster, une des plus recherchées d'Europe centrale pour leur maîtrise de cet art et une importante personnalité dans l'histoire des arts appliqués de Hongrie.

## Origines
Angster est né à Kácsfalu, village du comitat de Baranya à population serbe et allemande à l'époque (en allemand Katschfeld, aujourd'hui Jagodnjak en Croatie), d'une famille allemande qui était venue d'Autriche en Hongrie dans les années 1790. Il écrivit ses mémoires en allemand puis les traduisit en hongrois quand il fut âgé.

## Études
Il étudia l'ébénisterie puis voyagea à Temesvár (aujourd'hui Timișoara en Roumanie) et travailla en Allemagne. Il étudia la construction des orgues à Vienne à la manufacture de Titz puis de 1863 à 1866 il travailla à Paris sous la direction de Aristide Cavaillé-Coll aux orgues de Notre Dame et de l'église de la Sainte-Trinité. Il rentra à pied en Hongrie bien qu'il lui ait été demandé de rester et de travailler à l'étranger.
C'était un homme très religieux qui fut fait membre de l'ordre de Saint-Grégoire-le-Grand par le pape et qui fut aussi président de l'Association des Compagnons (legényegylet) de Pécs jusqu'à sa mort.

## Réalisations
Sa première commande en Hongrie fut en 1869 celle de la nouvelle synagogue de Pécs où il créa un atelier. Il reçut de nombreuses commandes dans les années qui suivirent, à la fois de Hongrie et des pays environnants ainsi que d'Italie. Parmi ses réalisations en Hongrie on compte :
- la cathédrale de Kalocsa ;
- l'église paroissiale du centre-ville de Pécs ;
- l'église de Terézváros à Budapest ;
- la cathédrale de Pécs, qui fut le centième orgue qu'il construisit en 1887[2] ;
- le temple réformé de Kálvin tér de Budapest ;
- le temple réformé de la rue Kossuth à Debrecen ;
- la cathédrale de Győr.

## Postérité
De lui nous restent tous les instruments qu'il a construits. Un lycée technique de Pécs, où il mourut, porte son nom ainsi qu'une rue de la ville.
Après sa mort, la manufacture d'orgues fut dirigée par Emil et Oszkár Angster après 1903 et de 1940 jusqu'en 1949 par József Angster (1917–2012). Lui et son neveu, Imre Angster, créèrent une nouvelle manufacture à Rákospalota et introduisirent quelques innovations techniques. L'arrivée d'un gouvernement communiste entraîna la fermeture de l'activité relative aux orgues dans la manufacture. Mais depuis 1992, un nouvel atelier a été créé à Pécs avec le soutien de József Angster. 

## Ouvrage
- (hu) József Angster, Az orgona története, lényege és szerkezete [« Histoire, essence et structure de l'orgue »], Pécs, 1886, 143 p.